# Donja Koprivna
Donja Koprivna är ett samhälle i Bosnien och Hercegovina.   Det ligger i entiteten Federationen Bosnien och Hercegovina, i den nordvästra delen av landet, 220 km nordväst om huvudstaden Sarajevo. Donja Koprivna ligger 456 meter över havet och antalet invånare är 1 338.
Terrängen runt Donja Koprivna är kuperad västerut, men österut är den platt. Donja Koprivna ligger uppe på en höjd.Runt Donja Koprivna är det ganska tätbefolkat, med 93 invånare per kvadratkilometer.. Närmaste större samhälle är Cazin, 6,0 km sydväst om Donja Koprivna. 
Omgivningarna runt Donja Koprivna är en mosaik av jordbruksmark och naturlig växtlighet.